# Bilan saison par saison des Red Wings de Détroit
Les Red Wings de Détroit sont une franchise de la Ligue nationale de hockey depuis 1926, année où la franchise des Cougars de Détroit est créée.

Cette page retrace les résultats de l'équipe depuis cette première saison que ce soit sous l'appellation des Cougars, des Falcons ou des Red Wings.

## Résultats
Note : PJ : parties jouées, V : victoires, D : défaites, N : matchs nuls, DP : défaites après prolongation, Pts : Points, BP : buts pour, BC : buts contre, Pun : minutes de pénalité

### Les premiers temps
Cette période comprend les saisons entre 1926 et 1942, période où le nombre d'équipes dans la LNH a évolué avec des créations d'équipes, des disparitions, ... Au cours de cette période, les Red Wings ont été champion de la Coupe Stanley à deux reprises.

#### Résultats des Cougars
| Saison    | PJ | V  | D  | N | Pts | BP  | BC  | Pun | Classement             | Série éliminatoire |
| --------- | -- | -- | -- | - | --- | --- | --- | --- | ---------------------- | ------------------ |
| 1926-1927 | 44 | 12 | 28 | 4 | 28  | 76  | 105 | 409 | 5e division américaine | Non qualifiés      |
| 1927-1928 | 44 | 19 | 19 | 6 | 44  | 88  | 79  | 395 | 4e division américaine | Non qualifiés      |
| 1928-1929 | 44 | 19 | 16 | 9 | 47  | 72  | 63  | 381 | 3e division américaine | 2-7 Maple Leafs    |
| 1929-1930 | 44 | 14 | 24 | 6 | 34  | 117 | 133 | 474 | 4e division américaine | Non qualifiés      |

#### Résultats des Falcons
| Saison    | PJ | V  | D  | N  | Pts | BP  | BC  | Pun | Classement             | Série éliminatoire |
| --------- | -- | -- | -- | -- | --- | --- | --- | --- | ---------------------- | ------------------ |
| 1930-1931 | 44 | 16 | 21 | 7  | 39  | 102 | 105 | 429 | 4e division américaine | Non qualifiés      |
| 1931-1932 | 48 | 18 | 20 | 10 | 46  | 95  | 108 | 415 | 3e division américaine | 1-3 Maroons        |

#### Résultats des Red Wings
| Saison    | PJ | V  | D  | N  | Pts | BP  | BC  | Pun | Classement             | Série éliminatoire                                          |
| --------- | -- | -- | -- | -- | --- | --- | --- | --- | ---------------------- | ----------------------------------------------------------- |
| 1932-1933 | 48 | 25 | 15 | 8  | 58  | 111 | 93  | 462 | 2e division américaine | 5-2 Maroons 3-6 Rangers                                     |
| 1933-1934 | 48 | 24 | 14 | 10 | 58  | 113 | 98  | 368 | 1e division américaine | 3-2 Maple Leafs 1-3 Black Hawks                             |
| 1934-1935 | 48 | 19 | 22 | 7  | 57  | 118 | 88  | 375 | 4e division américaine | Non qualifiés                                               |
| 1935-1936 | 48 | 24 | 16 | 8  | 56  | 124 | 103 | 384 | 1e division américaine | 3-0 Maroons Vainqueur de la Coupe Stanley : 3-1 Maple Leafs |
| 1936-1937 | 48 | 25 | 14 | 9  | 59  | 128 | 102 | 244 | 1e division américaine | 3-2 Canadiens Vainqueur de la Coupe Stanley : 3-2 Rangers   |
| 1937-1938 | 48 | 12 | 25 | 11 | 35  | 99  | 133 | 258 | 4e division américaine | Non qualifiés                                               |
| 1938-1939 | 48 | 18 | 24 | 6  | 42  | 107 | 128 | 240 | 5e de la LNH           | 2-1 Canadiens 1-2 Maple Leafs                               |
| 1939-1940 | 48 | 16 | 26 | 6  | 38  | 90  | 126 | 250 | 5e de la LNH           | 2-1 Americans 0-2 Maple Leafs                               |
| 1940-1941 | 48 | 21 | 16 | 11 | 53  | 112 | 102 | 337 | 3e de la LNH           | 2-1 Rangers 2-0 Black Hawks 0-4 Bruins                      |
| 1941-1942 | 48 | 19 | 25 | 4  | 42  | 140 | 147 | 440 | 5e de la LNH           | 2-1 Canadiens 2-0 Bruins 3-4 Maple Leafs                    |
| Saison    | PJ | V  | D  | N  | Pts | BP  | BC  | Pun | Classement             | Série éliminatoire                                          |

### Lessix équipesoriginales
Cette période comprend les saisons entre 1942 et 1967. Pendant ce laps de temps, les six mêmes équipes se sont disputé la Coupe Stanley. Il s'agit des équipes suivantes :
- les Bruins de Boston ;
- les Canadiens de Montréal ;
- les Rangers de New York ;
- les Black Hawks de Chicago ;
- les Maple Leafs de Toronto ;
- et enfin les Red Wings.

Au cours de cette période, les Canadiens ont été champion de la Coupe Stanley à cinq reprises.
| Saison    | PJ | V  | D  | N  | Pts | BP  | BC  | Pun  | Classement   | Série éliminatoire                                            |
| --------- | -- | -- | -- | -- | --- | --- | --- | ---- | ------------ | ------------------------------------------------------------- |
| 1942-1943 | 50 | 25 | 14 | 11 | 61  | 169 | 124 | 371  | 1e de la LNH | 4-2 Maple Leafs Vainqueur de la Coupe Stanley : 4-0 Bruins    |
| 1943-1944 | 50 | 26 | 18 | 6  | 58  | 214 | 177 | 374  | 2e de la LNH | 1-4 Black Hawks                                               |
| 1944-1945 | 50 | 31 | 14 | 5  | 67  | 218 | 161 | 260  | 2e de la LNH | 4-3 Bruins 3-4 Maple Leafs                                    |
| 1945-1946 | 50 | 20 | 20 | 10 | 50  | 146 | 159 | 298  | 4e de la LNH | 1-4 Bruins                                                    |
| 1946-1947 | 60 | 22 | 27 | 11 | 55  | 190 | 193 | 535  | 4e de la LNH | 1-4 Maple Leafs                                               |
| 1947-1948 | 60 | 30 | 18 | 12 | 72  | 187 | 148 | 593  | 2e de la LNH | 4-2 Rangers 0-4 Maple Leafs                                   |
| 1948-1949 | 60 | 34 | 19 | 7  | 75  | 195 | 145 | 621  | 1e de la LNH | 4-3 Canadiens 0-4 Maple Leafs                                 |
| 1949-1950 | 70 | 37 | 19 | 14 | 88  | 229 | 164 | 736  | 1e de la LNH | 4-3 Maple Leafs Vainqueur de la Coupe Stanley : 4-3 Rangers   |
| 1950-1951 | 70 | 44 | 13 | 13 | 101 | 236 | 139 | 566  | 1e de la LNH | 2-4 Canadiens                                                 |
| 1951-1952 | 70 | 44 | 14 | 12 | 100 | 215 | 133 | 694  | 1e de la LNH | 4-0 Maple Leafs Vainqueur de la Coupe Stanley : 4-0 Canadiens |
| 1952-1953 | 70 | 36 | 16 | 18 | 90  | 222 | 133 | 645  | 1e de la LNH | 2-4 Bruins                                                    |
| 1953-1954 | 70 | 37 | 19 | 14 | 88  | 191 | 132 | 814  | 1e de la LNH | 4-1 Maple Leafs Vainqueur de la Coupe Stanley : 4-3 Canadiens |
| 1954-1955 | 70 | 42 | 17 | 11 | 95  | 204 | 134 | 827  | 1e de la LNH | 4-0 Maple Leafs Vainqueur de la Coupe Stanley : 4-3 Canadiens |
| 1955-1956 | 70 | 30 | 24 | 16 | 76  | 183 | 148 | 794  | 2e de la LNH | 4-1 Maple Leafs 1-4 Canadiens                                 |
| 1956-1957 | 70 | 38 | 20 | 12 | 88  | 198 | 157 | 656  | 1e de la LNH | 1-4 Bruins                                                    |
| 1957-1958 | 70 | 29 | 29 | 12 | 70  | 176 | 207 | 758  | 3e de la LNH | 0-4 Canadiens                                                 |
| 1958-1959 | 70 | 25 | 37 | 8  | 58  | 167 | 218 | 613  | 6e de la LNH | Non qualifiés                                                 |
| 1959-1960 | 70 | 26 | 29 | 15 | 67  | 186 | 197 | 538  | 4e de la LNH | 2-4 Maple Leafs                                               |
| 1960-1961 | 70 | 25 | 29 | 16 | 66  | 195 | 215 | 655  | 4e de la LNH | 4-1 Maple Leafs 2-4 Black Hawks                               |
| 1961-1962 | 70 | 23 | 33 | 14 | 60  | 184 | 219 | 684  | 5e de la LNH | Non qualifiés                                                 |
| 1962-1963 | 70 | 32 | 25 | 13 | 77  | 200 | 194 | 964  | 4e de la LNH | 4-2 Black Hawks 1-4 Maple Leafs                               |
| 1963-1964 | 70 | 30 | 29 | 11 | 71  | 191 | 204 | 771  | 4e de la LNH | 4-3 Black Hawks 3-4 Maple Leafs                               |
| 1964-1965 | 70 | 40 | 23 | 7  | 87  | 224 | 175 | 1121 | 1e de la LNH | 3-4 Black Hawks                                               |
| 1965-1966 | 70 | 31 | 27 | 12 | 74  | 221 | 194 | 804  | 4e de la LNH | 4-2 Black Hawks 2-4 Canadiens                                 |
| 1966-1967 | 70 | 27 | 39 | 4  | 58  | 212 | 241 | 719  | 5e de la LNH | Non qualifiés                                                 |
| Saison    | PJ | V  | D  | N  | Pts | BP  | BC  | Pun  | Classement   | Série éliminatoire                                            |

### Les temps modernes
Cette période correspond à toutes les années dans la LNH depuis l'expansion de la ligue en 1967. Depuis cette période, le nombre d'équipe n'a cessé d'augmenter pour arriver, en 2017 à 31 franchises.
Depuis cette expansion, les Red Wings ont gagné la Coupe Stanley à quatre reprises.
| Saison            | PJ             | V              | D              | N              | DP/DF          | Pts            | BP             | BC             | Pun            | Classement             | Série éliminatoire                                                                  |
| ----------------- | -------------- | -------------- | -------------- | -------------- | -------------- | -------------- | -------------- | -------------- | -------------- | ---------------------- | ----------------------------------------------------------------------------------- |
| 1967-1968         | 74             | 27             | 35             | 12             | —              | 66             | 245            | 257            | 759            | 6e division de l'Est   | Non qualifiés                                                                       |
| 1968-1969         | 76             | 33             | 31             | 12             | —              | 78             | 239            | 221            | 885            | 5e division de l'Est   | Non qualifiés                                                                       |
| 1969-1970         | 76             | 40             | 21             | 15             | —              | 95             | 246            | 199            | 907            | 3e division de l'Est   | 0-4 Black Hawks                                                                     |
| 1970-1971         | 78             | 22             | 45             | 11             | —              | 55             | 209            | 308            | 988            | 7e division de l'Est   | Non qualifiés                                                                       |
| 1971-1972         | 78             | 33             | 35             | 10             | —              | 76             | 261            | 262            | 850            | 5e division de l'Est   | Non qualifiés                                                                       |
| 1972-1973         | 78             | 37             | 29             | 12             | —              | 86             | 265            | 243            | 893            | 5e division de l'Est   | Non qualifiés                                                                       |
| 1973-1974         | 78             | 29             | 39             | 10             | —              | 68             | 255            | 319            | 917            | 6e division de l'Est   | Non qualifiés                                                                       |
| 1974-1975         | 80             | 23             | 45             | 12             | —              | 58             | 259            | 335            | 1078           | 4e division Norris     | Non qualifiés                                                                       |
| 1975-1976         | 80             | 26             | 44             | 10             | —              | 62             | 226            | 300            | 1922           | 4e division Norris     | Non qualifiés                                                                       |
| 1976-1977         | 80             | 16             | 55             | 9              | —              | 41             | 183            | 309            | 1332           | 5e division Norris     | Non qualifiés                                                                       |
| 1977-1978         | 80             | 32             | 34             | 14             | —              | 78             | 252            | 266            | 1534           | 2e division Norris     | 2-0 Flames 1-4 Canadiens                                                            |
| 1978-1979         | 80             | 23             | 41             | 16             | —              | 62             | 252            | 295            | 1359           | 5e division Norris     | Non qualifiés                                                                       |
| 1979-1980         | 80             | 26             | 43             | 11             | —              | 63             | 268            | 306            | 1114           | 5e division Norris     | Non qualifiés                                                                       |
| 1980-1981         | 80             | 19             | 43             | 18             | —              | 56             | 252            | 339            | 1687           | 6e division Norris     | Non qualifiés                                                                       |
| 1981-1982         | 80             | 21             | 47             | 12             | —              | 54             | 270            | 351            | 1250           | 6e division Norris     | Non qualifiés                                                                       |
| 1982-1983         | 80             | 21             | 44             | 15             | —              | 57             | 263            | 344            | 1064           | 5e division Norris     | Non qualifiés                                                                       |
| 1983-1984         | 80             | 31             | 42             | 7              | —              | 69             | 298            | 323            | 1546           | 3e division Norris     | 1-3 Blues                                                                           |
| 1984-1985         | 80             | 27             | 41             | 12             | —              | 66             | 313            | 357            | 1741           | 3e division Norris     | 0-3 Black Hawks                                                                     |
| 1985-1986         | 80             | 17             | 57             | 6              | —              | 40             | 266            | 415            | 2393           | 5e division Norris     | Non qualifiés                                                                       |
| 1986-1987         | 80             | 34             | 36             | 10             | —              | 78             | 260            | 274            | 2209           | 2e division Norris     | 4-0 Blackhawks 4-3 Maple Leafs 1-4 Oilers                                           |
| 1987-1988         | 80             | 41             | 28             | 11             | —              | 93             | 322            | 269            | 2391           | 1e division Norris     | 4-2 Maple Leafs 4-1 Blues 1-4 Oilers                                                |
| 1988-1989         | 80             | 34             | 34             | 12             | —              | 80             | 313            | 316            | 2245           | 1e division Norris     | 2-4 Blackhawks                                                                      |
| 1989-1990         | 80             | 28             | 38             | 14             | —              | 70             | 288            | 323            | 2140           | 5e division Norris     | Non qualifiés                                                                       |
| 1990-1991         | 80             | 34             | 38             | 8              | —              | 76             | 273            | 298            | 1940           | 3e division Norris     | 3-4 Blues                                                                           |
| 1991-1992         | 80             | 43             | 25             | 12             | —              | 98             | 320            | 256            | 2078           | 1e division Norris     | 4-3 North Stars 0-4 Blackhawks                                                      |
| 1992-1993         | 84             | 47             | 28             | 9              | —              | 103            | 369            | 280            | 1832           | 2e division Norris     | 3-4 Maple Leafs                                                                     |
| 1993-1994         | 84             | 46             | 30             | 8              | —              | 100            | 356            | 275            | 1775           | 1e division Centrale   | 3-4 Sharks                                                                          |
| 1994-19951        | 48             | 33             | 11             | 4              | —              | 70             | 180            | 117            | 932            | 1e division Centrale   | 4-1 Stars 4-0 Sharks 4-1 Blackhawks 0-4 Devils                                      |
| 1995-1996         | 82             | 62             | 13             | 7              | —              | 131            | 325            | 181            | 1551           | 1e division Centrale   | 4-2 Jets 4-3 Blues 2-4 Avalanche                                                    |
| 1996-1997         | 82             | 38             | 26             | 18             | —              | 94             | 253            | 197            | 1582           | 2e division Centrale   | 4-2 Blues 4-0 Mighty Ducks 4-2 Avalanche Vainqueur de la Coupe Stanley : 4-0 Flyers |
| 1997-1998         | 82             | 44             | 23             | 15             | —              | 103            | 250            | 196            | 1346           | 2e division Centrale   | 4-2 Coyotes 4-2 Blues 4-2 Stars Vainqueur de la Coupe Stanley : 4-0 Capitals        |
| 1998-1999         | 82             | 43             | 32             | 7              | —              | 93             | 245            | 202            | 1202           | 1e division Centrale   | 4-0 Mighty Ducks 2-4 Avalanche                                                      |
| 1999-2000         | 82             | 48             | 22             | 10             | 2              | 108            | 278            | 210            | 1014           | 2e division Centrale   | 4-0 Kings 1-4 Avalanche                                                             |
| 2000-2001         | 82             | 49             | 20             | 9              | 4              | 111            | 253            | 202            | 1082           | 1e division Centrale   | 2-4 Kings                                                                           |
| 2001-2002         | 82             | 51             | 17             | 10             | 4              | 116            | 251            | 187            | 1053           | 1e division Centrale   | 4-2 Canucks 4-1 Blues 4-3 Avalanche Vainqueur de la Coupe Stanley : 4-1 Hurricanes  |
| 2002-2003         | 82             | 48             | 20             | 10             | 4              | 110            | 269            | 203            | 1214           | 1e division Centrale   | 0-4 Mighty Ducks                                                                    |
| 2003-2004         | 82             | 48             | 21             | 11             | 2              | 109            | 255            | 189            | 966            | 1e division Centrale   | 4-2 Predators 2-4 Flames                                                            |
| 2004-2005         | Saison annulée | Saison annulée | Saison annulée | Saison annulée | Saison annulée | Saison annulée | Saison annulée | Saison annulée | Saison annulée | Saison annulée         | Saison annulée                                                                      |
| 2005-2006         | 82             | 58             | 16             | —              | 8              | 124            | 305            | 209            | 1127           | 1e division Centrale   | 2-4 Oilers                                                                          |
| 2006-2007         | 82             | 50             | 19             | —              | 13             | 113            | 254            | 199            | 957            | 1e division Centrale   | 4-2 Flames 4-2 Sharks 2-4 Ducks                                                     |
| 2007-2008 Détail  | 82             | 54             | 21             | —              | 7              | 115            | 257            | 184            | 916            | 1e division Centrale   | 4-2 Predators 4-0 Avalanche 4-2 Stars Vainqueur de la Coupe Stanley : 4-2 Penguins  |
| 2008-2009         | 82             | 51             | 21             | —              | 10             | 112            | 295            | 244            | 824            | 1e division Centrale   | 4-0 Blue Jackets 4-3 Ducks 4-1 Blackhawks 3-4 Penguins                              |
| 2009-2010         | 82             | 44             | 24             | —              | 14             | 102            | 229            | 216            | 723            | 2e division Centrale   | 4-3 Coyotes 1-4 Sharks                                                              |
| 2010-2011 Détail  | 82             | 47             | 25             | —              | 10             | 104            | 261            | 241            | 754            | 1e division Centrale   | 4-0 Coyotes 3-4 Sharks                                                              |
| 2011-2012         | 82             | 48             | 28             | —              | 6              | 102            | 248            | 203            | 699            | 3e division Centrale   | 1-4 Predators                                                                       |
| 2012-2013         | 48             | 24             | 16             | —              | 8              | 56             | 124            | 115            | 469            | 3e division Centrale   | 4-3 Ducks 3-4 Blackhawks                                                            |
| 2013-2014         | 82             | 39             | 28             | —              | 15             | 93             | 222            | 230            | 725            | 4e division Atlantique | 1-4 Bruins                                                                          |
| 2014-2015         | 82             | 43             | 25             | —              | 14             | 100            | 235            | 221            | 724            | 3e division Atlantique | 3-4 Lightning                                                                       |
| 2015-2016         | 82             | 41             | 30             | —              | 11             | 93             | 211            | 224            | 724            | 3e division Atlantique | 1-4 Lightning                                                                       |
| 2016-2017         | 82             | 33             | 36             | —              | 13             | 79             | 207            | 244            | 718            | 7e division Atlantique | Non qualifiés                                                                       |
| 2017-2018         | 82             | 30             | 39             | —              | 13             | 73             | 217            | 255            | 726            | 5e division Atlantique | Non qualifiés                                                                       |
| 2018-2019         | 82             | 32             | 40             | —              | 10             | 74             | 227            | 277            | 649            | 7e division Atlantique | Non qualifiés                                                                       |
| 2019-2020         | 71             | 17             | 49             | —              | 5              | 39             | 145            | 267            | 599            | 8e division Atlantique | Non qualifiés                                                                       |
| 2020-2021 Détails | 56             | 19             | 27             | —              | 10             | 48             | 127            | 171            | 408            | 7e division Centrale   | Non qualifiés                                                                       |
| Saison            | PJ             | V              | D              | N              | DP/DF          | Pts            | BP             | BC             | Pun            | Classement             | Série éliminatoire                                                                  |